# Хилбертов простор
Хилбертов простор је математички концепт који генерализује еуклидски простор. У њему се методе векторске алгебре и анализе из еуклидске равни и еуклидског тродимензионалног простора проширују на простор са коначним или бесконачним бројем димензија. Добио је име по Давиду Хилберту.
Хилбертов простор се често појављује у математици, физици и инжењерству, типично као пресликавања бесконачног броја димензија.
Геометријске аналогије имају велики значај у разумевању теорије Хилбертових простора. За њих постоји еквивалентна Питагорина теорема и закон паралелограма.

## Дефиниција
Хилбертов простор над пољем F у ознаци H(F) је векторски простор (над пољем F) са скаларним производом, потпун у односу на метрику d2.

## Особине
Хилбертов простор H је реалан или комплексан векторски простор који је истовремено и Кошијев метрички простор у односу на метричку функцију векторског производа. Какда кажемо да је H комплексни векторски простор, то значи да у H постоји производ 〈x,y〉 који пару елемената x,y из H, придружује комплексну вредност, при чему је:
- 〈y,x〉 је конјугован комплексан број од 〈x,y〉:

{\displaystyle \langle y,x\rangle ={\overline {\langle x,y\rangle }}.}
- 〈x,y〉 је линеарна по првом аргументу. За све комплексне бројеве a и b,

{\displaystyle \langle ax_{1}+bx_{2},y\rangle =a\langle x_{1},y\rangle +b\langle x_{2},y\rangle .}
- Производ је позитивна билинеарна форма:

{\displaystyle \langle x,x\rangle \geq 0}
где знак једнакости важи за x = 0.
Реални векторски простор се дефинише на исти начин, осим што векторски производ има реалне вредности.
Интензитет вектора дефинише се као производ 〈•,•〉 у облику реалне функције:
{\displaystyle \|x\|={\sqrt {\langle x,x\rangle }},}
а растојање између тачака x,y у H дефинише се помоћу интензитета на следећи начин:
{\displaystyle d(x,y)=\|x-y\|={\sqrt {\langle x-y,x-y\rangle }}.}
Ово је функција метрике, што значи да (1) да је симетрична по x и y, (2) да је растојање између x и x нула, а да су остала растојања између x и y позитивна, (3) да важи неједнакост троугла, што значи да дужина странице a у троуглу xyz не може бити дужа од збира преостале две странице:
{\displaystyle d(x,z)\leq d(x,y)+d(y,z).}
Последња особина је последица Коши-Шварцове неједнакости која тврди да:
{\displaystyle |\langle x,y\rangle |\leq \|x\|\,\|y\|}
где знак једнакости важи када су x и y линеарно зависни.
Када се функција удаљености дефинише на овај начин, као функција метрике, онда векторски простор постаје пре-Хилбертов простор. Сваки копмплетан пре-Хилбертов простор је Хилбертов простор. Комплетност се дефинише условом: ако за низ вектора важи {\displaystyle \textstyle {\sum _{k=0}^{\infty }u_{k}}} апсолутно конвергира тако да
{\displaystyle \sum _{k=0}^{\infty }\|u_{k}\|<\infty ,}
тада низ конвергира у H, у смислу да парцијалне суме теже неком елементу H.
Као Кошијеви нормирани простори, Хилбертови простори су по дефиницији и Банахови простори. Они су и тополошки векторски простори у којима су дефинисаани тополошки појмови отворених и затворених подскупова.

### Апсолутна конвергенција
Низ {\displaystyle \mathbf {x} _{n}} који се састоји из вектора у 3 (где је F поље), апсолутно конвергира под условом да конвергира {\displaystyle \sum _{k=0}^{\infty }\|\mathbf {x} _{k}\|}, тј. да је {\displaystyle \sum _{k=0}^{\infty }\|\mathbf {x} _{k}\|<\infty .} Такав низ конвергира ка неком вектору L у простору над пољем F, и то тако да важи: {\displaystyle \left\|\mathbf {L} -\sum _{k=0}^{N}\mathbf {x} _{k}\right\|\to 0} када {\displaystyle N\to \infty .}

### Слаба конвергенција
Низ {\displaystyle {x_{n}}} слабо конвергира ка вектору {\displaystyle \omega } ако за свако {\displaystyle y\in {\mathit {H}}} бројни низ {\displaystyle {(x_{n},y)}} конвергира ка {\displaystyle (\omega ,y)}.

## Еуклидски простор
Еуклидски простор (3) је Хилбертов простор који се састоји из тродимензионалних вектора у коме је дефинисан оператор производа. Оператор производа узима два вектора x и y као аргументе и као резултат даје реалан број x·y.
Оператор производа задовољава следеће услове:
1. Симетричан је у односу на x и y: x·y = .
2. Линеаран је у односу на први аргумент: (ax'1 + 2)· = 1· + 2·y за било које скаларе a, b и векторе 1, 2 и y.
3. То је позитивна билинеарна форма: за све векторе x, x·x ≥ 0, где знак једнакости важи ако и само ако је x = 0.

Операција над паром вектора која задовољава ова три услова се назива скаларно множење вектора. Сваки векторски простор са коначним бројем димензија у коме је дефинисан скаларни производ представља Хилбертов простор. Карактеристика горедефинисаног оператора множења која га повезује са еуклидском геометријом је што зависи и од дужине (или интензитета) вектора, који се означава са ||||, и од угла θ између вектора x и y. Та зависност се изражава формулом:
{\displaystyle \mathbf {x} \cdot \mathbf {y} =\|\mathbf {x} \|\,\|\mathbf {y} \|\,\cos \theta .}
Специјално, ако су x и y представљени у Декартовим координатама, онда се оператор производа дефинише као:
{\displaystyle \mathbf {x} \cdot \mathbf {y} =(x_{1},x_{2},x_{3})\cdot (y_{1},y_{2},y_{3})=x_{1}y_{1}+x_{2}y_{2}+x_{3}y_{3}.}

## Сепарабилан Хилбертов простор
Теорема: Хилбертов простор је сепарабилан акко садржи пребројиви ортонормирани скуп.